# Pestki (singel)
Pestki (stylizowany zapis: _Pestki) – singel polskiej piosenkarki Natalii Szroeder. Singel został wydany 3 kwietnia 2020.
Kompozycja znalazła się na 19. miejscu listy AirPlay – Top, najczęściej odtwarzanych utworów w polskich rozgłośniach radiowych. Nagranie otrzymało w Polsce status złotego singla, przekraczając liczbę 10 tysięcy sprzedanych kopii.

## Geneza utworu i historia wydania
Utwór napisali i skomponowali Archie Shevsky i Natalia Szroeder. W opisie utworu opublikowanego w serwisie YouTube napisano, iż:

Po dość długiej przerwie wracam do Was z dźwiękami, które mają dla mnie wyjątkowe znaczenie. Przez ostatnie dwa lata każdą wolną chwilę spędziłam w studiu. Najróżniejszych kombinacji było co nie miara. Rozczarowań, frustracji, zwątpień – oj tak. Duuużo. Aż w końcu skumałam o co mi tak naprawdę chodzi. »Pestki« zaprowadzą Was do miejsca, którego ja poszukiwałam przez bardzo długi czas (...).

Singel ukazał się w formacie digital download 3 kwietnia 2020 w Polsce za pośrednictwem wytwórni płytowej Margo Entertainment w dystrybucji Warner Music Poland.
4 kwietnia 2020 utwór został wykonany na żywo telewidzom stacji TVN w programie Dzień dobry TVN.

## „Pestki” w stacjach radiowych
Nagranie było notowane na 19. miejscu w zestawieniu AirPlay – Top, najczęściej odtwarzanych utworów w polskich rozgłośniach radiowych.

## Teledysk
Do utworu powstał teledysk w reżyserii Adama Romanowskiego, który udostępniono w dniu premiery singla za pośrednictwem serwisu YouTube. Nagrania zrealizowane zostały w Makata Studio. W teledysku wykorzystano materiały z archiwum prywatnego piosenkarki.

## Lista utworów
- Digital download[3]

1. „Pestki” – 3:29

## Notowania

### Pozycje na listach airplay
| Kraj   | Lista (2020)      | Najwyższa pozycja |
| ------ | ----------------- | ----------------- |
| Polska | AirPlay – Top     | 19                |
| Polska | AirPlay – Nowości | 2                 |

## Certyfikaty
| Kraj          | Certyfikat  | Sprzedaż |
| ------------- | ----------- | -------- |
| Polska (ZPAV) | złota płyta | 10 000+  |